# Mojo Awards
Les Mojo Awards (ou Mojo Honours Lists) sont une cérémonie de récompenses professionnelles lancée en 2004 par le magazine anglais de musique Mojo, publié mensuellement par l'éditeur Bauer au Royaume-Uni.

## Lauréats 2011
Liste des MOJO Awards Winners 2011
- Best Breakthrough Award - Rumer
- Merit Award - Martha and the Vandellas
- Classic Album Award - Screamdelica de Primal Scream
- Outstanding Contribution to Music Award - Public Image Ltd
- Song of the Year - Heathen Child de Grinderman
- Inspiration Award - Gary Numan
- Best Album - Suck it and see de Arctic Monkeys
- Best Live Act - John Grant
- MOJO Medal - Bob Harris
- Best Compilation Award - Sweet Inspiration : The songs of Dan Penn & Spooner Oldham (ACE)
- Hall of Fame - Brian Wilson
- Les Paul Award - Steve Crooper
- Catalogue Release of the Year - Coals to Newcastle de Orange Juice
- Vision Award - Upside Down : The Creation Records Story
- Maverick Award - Donovan
- Hero Award - Eddie Floyd
- Icon Award - Ringo Starr
- Classic Songwriter - Squeeze

## Lauréats 2010
Liste des MOJO Awards Winners 2010 :
- Best Breakthrough Award - The Low Anthem
- Best Album - Truelove's Gutter
- Inspiration Award - The Teardrop Explodes
- Best Classic Album Award - The Stone Roses
- Vision Award - Oil City Confidential
- Maverick Award - Hawkwind
- Hero Award - Marc Almond
- Icon Award - Duane Eddy
- Outstanding Contribution to Music Award - Sigur Rós
- Roots Award - Kate & Anna McGarrigle
- Catalogue Release of the Year - The Beatles Remastered
- MOJO Medal - Mute's Daniel Miller
- Best Compilation Award - Amorphous Androgynous
- Best Live Act - Midlake
- Song of the Year - Kasabian - Fire
- Classic Songwriter - Roy Wood
- Hall of Fame - Jimmy Page
- Les Paul Award - Richard Thompson
- Lifetime Achievement Award - Jean-Michel Jarre

## Lauréats 2009
Liste des MOJO Awards Winners 2009 :
- Best Breakthrough Award - White Lies
- Best Album - Paul Weller
- Inspiration Award - Blur
- Best Classic Album Award - The Zombies - Odessey and Oracle
- Vision Award - Joy Division
- Maverick Award - Manic Street Preachers
- Hero Award - The Pretty Things
- Icon Award - Phil Lynott
- Outstanding Contribution to Music Award - Joe Brown
- Roots Award - Topic Records
- Catalogue Release of the Year - Miles Davis
- MOJO Medal - Chris Blackwell/Island Records
- Best Compilation Award - Take Me to the River - The Southern Soul Story
- Best Live Act - Fleet Foxes
- Song of the Year - Elbow - One Day Like This
- Classic Songwriter - Johnny Marr
- Hall of Fame - Mott the Hoople
- Les Paul Award - Billy Gibbons
- Lifetime Achievement Award - Yoko Ono

## Lauréats 2008
Liste des MOJO Awards winners 2008 :
- Song of the Year - Mercy de Duffy
- Best Live Act - Led Zeppelin
- Outstanding Contribution to Music - Paul Weller
- Icon Award - Sex Pistols
- Classic Songwriter - Neil Diamond
- Best Breakthrough Act - The Last Shadow Puppets
- Best Album Award - Dig, Lazarus, Dig! (Nick Cave & the Bad Seeds)
- Hero Award - Motörhead
- Hall of Fame - The Specials
- Lifetime Achievement Award - Genesis
- Special Award - Judy Collins
- Legend Award - Irma Thomas
- Classic Album Award - My Bloody Valentine for Loveless
- Inspiration Award - John Fogerty
- Roots Award - Toots Hibbert
- Les Paul Award - John Martyn
- Maverick Award - Mark E. Smith
- Vision Award - Julien Temple for The Future is Unwritten
- Compilation of the Year - Juno BO
- Catalogue Release of the Year - Pillows & Prayers

## Lauréats 2007
Liste des MOJO Awards winners 2007 :
- Album of the Year - The Good, the Bad & the Queen
- Best Live Act - Arcade Fire
- Breakthrough Act - Seasick Steve
- Catalogue Release - The Complete Motown Singles: Volume 6
- Classic Album Award - Exodus de Bob Marley
- Compilation - White Bicycles - Making Music in the 1960s
- Cult Hero - The Only Ones
- Hall of Fame Award - The Doors
- Hero Award - Alice Cooper
- Icon Award - Ozzy Osbourne
- Innovation in Sound Award - Suicide
- Inspiration Award - Björk
- Legend Award - Ike Turner
- Les Paul Award - Peter Green
- Lifetime Achievement Award - The Stooges
- Maverick Award - Echo & the Bunnymen
- The MOJO Medal - Jac Holzman of Elektra Records
- Outstanding Contribution - Joy Division
- Song of the Year - Rehab de Amy Winehouse
- Vision Award - Slade in Flame

## Lauréats 2006
Liste des MOJO Awards winners 2006 :
- Best New Act - Corinne Bailey Rae
- Catalogue Release - Johnny Cash - The Legend
- Classic Album Award - Tago Mago de Can
- Hall of Fame Award - Elton John
- Hero Award - Prince Buster
- Icon Award - Scott Walker
- Inspiration Award - Buzzcocks
- Les Paul Award - Brian May
- Lifetime Achievement Award - David Gilmour
- Maverick Award - The Jesus & Mary Chain
- The MOJO Medal - Jools Holland
- Merit Award - Bert Jansch
- Roots Award - Dan Penn & Spooner Oldham
- Songwriter Award - Chrissie Hynde
- Vision Award - Flaming Lips - Fearless Freaks

## Lauréats 2005
Liste des MOJO Awards winners 2005 :
- Best New Act - The Magic Numbers
- Catalogue Release - The Fall: Complete Peel Sessions (The Fall)
- Classic Album Award - Rum, Sodomy, and the Lash (The Pogues)
- Hall of Fame Award - Madness
- Hero Award - Roy Harper
- Icon Award - Siouxsie Sioux
- Image Award - Jim Marshall
- Inspiration Award - Gang of Four
- Legend Award - Dr. John
- Les Paul Award - Jeff Beck
- Lifetime Achievement Award - Robert Wyatt
- Maverick Award - Steve Earle
- The MOJO Medal - Chess Records
- Roots Award - Chris Hillman
- Songwriter Award - Paul Weller
- Vision Award - Martin Scorsese Presents the Blues (Martin Scorsese)

## Lauréats 2004
Liste des MOJO Award winners 2004 :
- Catalogue Release - Muzik City, The Trojan Records Story
- Classic Album Award - Marquee Moon de Television
- Hall of Fame Award - Arthur Lee
- Hero Award - Roger McGuinn
- Icon Award - Morrissey
- Image Award - Bob Gruen
- Inspiration Award - The Clash
- Lifetime Achievement Award - James Brown
- Maestro Award - Jimmy Page
- Maverick Award - Red Hot Chili Peppers
- The MOJO Medal - Geoff Travis of Rough Trade Records
- Mondial Award - Sting
- Songwriter Award - Ray Davies
- Special Award - The Shadows
- Vision Award - Led Zeppelin DVD